# 스윈호줄무늬다람쥐
스윈호줄무늬다람쥐(Tamiops swinhoei)는 다람쥐과에 속하는 설치류의 일종이다. 중국 중부와 서부, 미얀마 북부, 베트남 북부에서 발견된다. 4종의 아종이 알려져 있다.

## 아종
- T. s. swinhoei
- T. s. olivaceus
- T. s. spencei
- T. s. vestitus